# Hampden Park
Hampden Park é um estádio de futebol localizado em Glasgow, Escócia, de propriedade do Queen's Park F.C. e administrado pela Associação Escocesa de Futebol, onde foram registrados os maiores públicos de futebol da Europa.
O Hampden é uma das "casas do futebol" e celebrou seu centenário em 31 de outubro de 2003. Este estádio também abriga os escritórios da Scottish Football Association. Durante os Jogos Olímpicos de Londres 2012 o estádio recebeu jogos de futebol das fases iniciais.

## Antigos Hampden Parks
O Queen's Park F.C. jogava em um estádio chamado Hampden Park desde 1873. O primeiro e o segundo Hampden Parks eram pertos. Quando Queen's Park se mudou para o terceiro e atual Hampden Park, o antigo campo foi renomeado para New Cathkin Park e vendido para Third Lanark A.C. O terceiro Hampden é o mais famosos dos campos utilizados e é conhecido por todo o mundo. No local do primeiro Hampden Park está agora o Hampden Bowling Club, o segundo Hampden está localizado no outro lado da Cathcard Road. 

## Construindo o Hampden Park
Em 1903 o Queen's Park F.C decidiu comprar terras em Mount Florida, área localizada na região sul de Glasgow. O maior e mais avançado estádio no mundo foi construído. O Hampden Park foi inaugurado em 31 de outubro de 1903 com uma vitória de 1x0 do Queen's Park F.C contra o Celtic

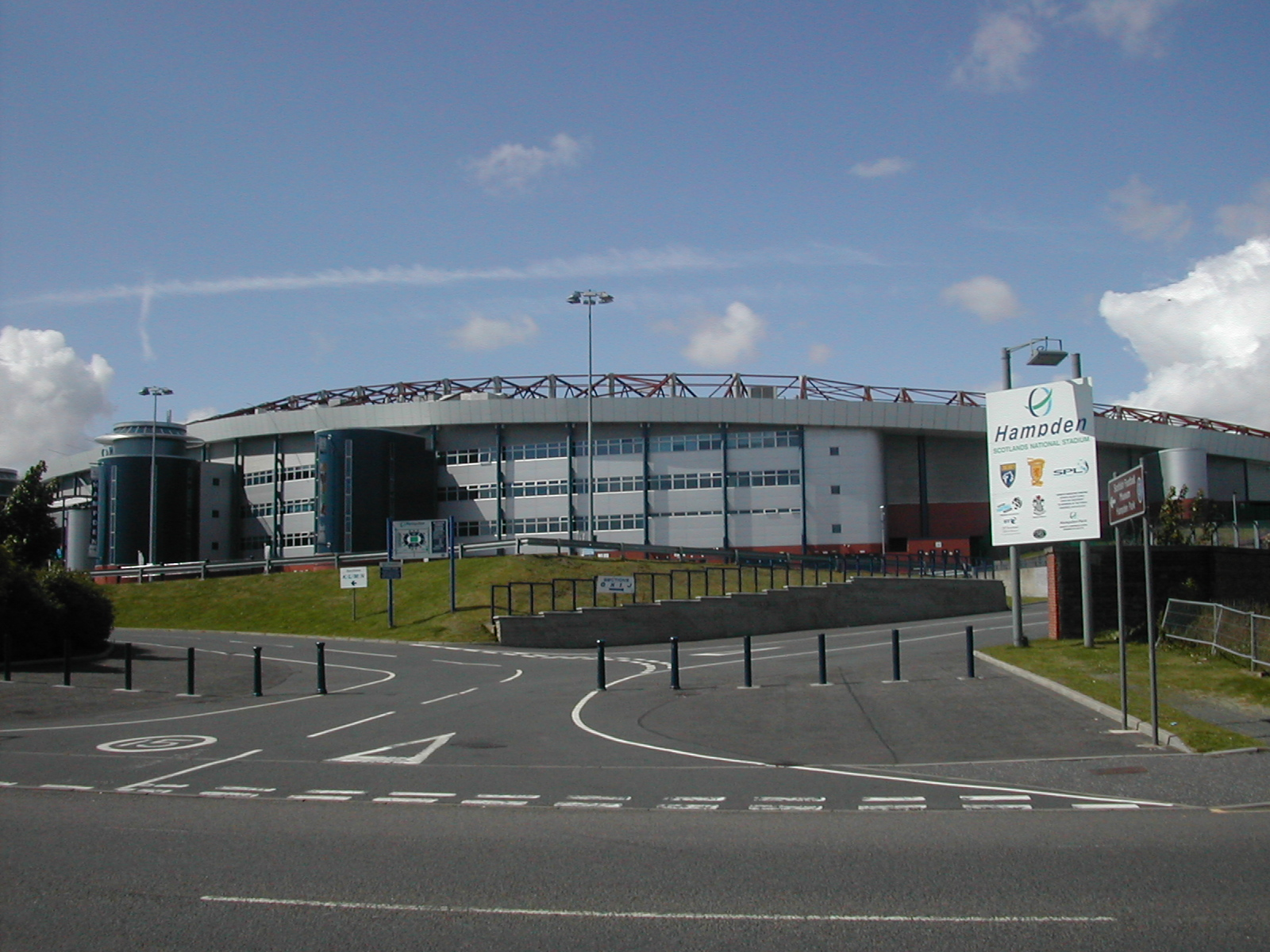
Hampden Park

## A Reforma
O Hampden Park era o maior estádio do mundo até 1950, quando o Maracanã no Rio de Janeiro foi inaugurado. Depois do anúncio do Laudo de Taylor após o desastre de Hillsborough e de outros desastres futebolisticos, o Hampden Park foi convertido em um estádio onde todos podiam se sentar. A necessidade de melhorar a segurança como também a proteção do público do clima escocês conduziu o Hampden à sua mais nova renovação no fim dos anos 90. O estádio foi reaberto em 14 de maio de 1999. A capacidade atual é de 52.103 pessoas.
O design do estádio foi criticado, particularmente pelo seu design oval, o que significa que torcedores sentados em áreas atrás dos gols ficam a uma distância muito grande do campo, especialmente quando sentados no topo das arquibancadas.

## Eventos no Hampden Park
A final da Copa da Escócia acontece anualmente no mês de maio no Hampden. O prêmio: levantar o mais velho troféu do mundo - a Scottish Football Association Challenge Cup, feito em 1873. Queen's Park foi o primeiro campeão, batendo o Clydesdale por 2x0 na final de 1874.  
O Hampden Park também recebeu a famosa final da Copa Europeia de 1960 disputada entre Real Madrid e Eintracht Frankfurt, onde mais de 130.000 pessoas assistiram o Real Madrid ganhar de 7x3. A final de 1975/1976 também aconteceu no Hampden, onde o Bayern de Munique derrotou o Saint-Etienne. Real Madrid foi de novo vitorioso quando o Hampden recebeu a final da Copa dos Campeões (a nova versão da Copa Europeia) em 2002, derrotando o Bayer Leverkusen. O Hampden Park receberá a final da Copa da UEFA em 2007, entre Espanyol e Sevilla. O estádio também foi palco de grandes vitórias da Escócia, como a vitória de 1x0 contra a Holanda  em novembro de 2003, e contra a França em Outubro de 2006. Uma das mais incríveis finais na história da Copa da Escócia aconteceu no Hampden em 4 de maio de 2002, quando o Rangers derrotou o Celtic por 3x2 com um gol de cabeça no último minuto marcado por Peter Lovenkrands.
Jogos de rugby também estão sendo jogados no campo desde sua renovação, incluindo um jogo de grupo da Copa do Mundo de 1999 entre os campeões África do Sul e Uruguay
No futebol americano, os Scottish Claymores da NFL Europe jogaram no estádio entre 1998 e 2004 antes de se mudarem para Hamburgo para se tornarem os Hamburg Sea Devils. A final da liga, o World Bowl, foi jogado lá em 2003, quando o Frankfurt Galaxy bateu o Rhein Fire.
O estádio foi o anfitrião de vários tipos de shows, e em 2000 foi o local para uma luta de boxe liderada pelo campeão mundial Mike Tyson. O show de Robbie Wiliams em setembro de 2006 forçou a Escócia a jogar o primeiro jogo de qualificação para o Euro 2008 no Celtic Park
O Hampden Park  também será uma das sedes dos Jogos da Commonwealth de 2014, sediando os eventos do Atletismo e a Cerimônia de Encerramento.
O estádio também foi casa do Glasgow Tigers speedway team de 1969 até 1972. A pista de corrida ficava ao redor do campo de futebol.
O Hampden registra alguns recordes de público tanto escocêses como britânicos:
- 1937 - 149,415 : Escócia v Inglaterra (British Home Championship) - maior na europa
- 1937 - 146,433 : Celtic v Aberdeen (Final da Copa da Escócia) - maior para jogos de clubes na europa
- 1970 - 136,505 : Celtic v Leeds United (Semi-Final da Copa Europeia) - maior para um jogo da UEFA

Um evento que é erradamente pensado que aconteceu no Hampden Park é o primeiro jogo internacional de futebol. Isso na verdade acontecei no campo do West of Scotland Cricket Club, o Hamilton Crescent em Partick, Glasgow.

## Shows
Durante o verão, o Hampden Park também é palco de vários shows. O estádio pode abrigar 55.000 espectadores se utilizadas as arquibancadas laterais ou 90.000 se abrigar também as arquibancadas do fundo. Muitos dos shows porém, são realizados só utilizando as arquibancadas laterais, por causa da distância das arquibancadas do fundo. Todos os shows listados abaixo exceto Bon Jovi (2006), Oasis e Eminem foram realizados utilizando as arquibancadas laterais. Desde 1999, houve muitos shows no Hampden, como:
- Rod Stewart, 3 de julho de 1999
- Tina Turner (24/7 Tour), 7 de julho de 2000
- Bon Jovi (One Wild Night Tour), 8 de junho de 2001
- Eagles (World Tour 2001), 22 de Julho de 2001
- Robbie Williams, 4 & 5 de agosto de 2001
- Eminem, 24 de junho de 2003
- Live & Loud, 27 de julho de 2003
- Live & Loud, 20 de junho de 2004
- U2 (Vertigo Tour), 21 de junho de 2005
- Live & Loud, 26 de junho de 2005
- Oasis, 29 de junho de 2005
- Bon Jovi (Have a Nice Day Tour), 3 de junho de 2006
- Eagles (Farewell I Tour), 23 de junho de 2006
- The Rolling Stones (A Bigger Bang Tour), 25 de agosto de 2006
- Robbie Williams (Close Encounters Tour), 1 & 2 de setembro de 2006
- George Michael (25 Live), 17 de junho de 2007
- Rod Stewart, 6 de julho de 2007
- Red Hot Chili Peppers, 23 de agosto de 2007
- AC/DC (Black Ice World Tour), 30 de junho de 2009

## Inovações do Hampden Park
- Catracas
- Sala de imprensa (1906)
- Estacionamento de carros
- Primeiro jogo de futebol com todas as entradas pagas (1884)
- Sistema de áudio